# DHC–6 Twin Otter
A DHC–6 Twin Otter egy többfeladatú, kéthajtóműves, ferde dúccal merevített felsőszárnyas repülőgép.
A gép a DHC–3 Otter továbbfejlesztett változata, két légcsavaros gázturbinával. A de Havilland Canada által gyártott gép 1988 szeptemberéig készült különböző változatokban, összesen 834 db-ot gyártottak belőle és 80 országba exportálták.

## Alkalmazása
A gép kifejezetten a nehezen megközelíthető, rövid vagy füves kifutópályával rendelkező repterekhez készült STOL tulajdonságokkal (rövid le- és felszállás), tipikus bozótrepülőgép.

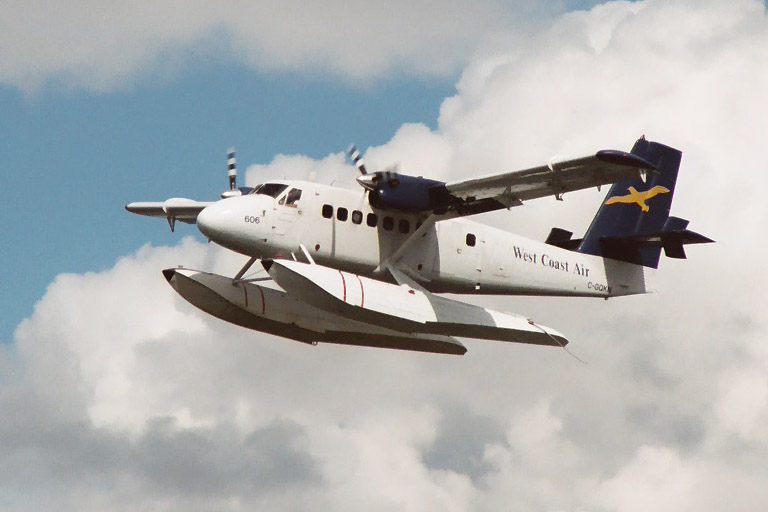
DHC-6 úszótalpakkal (West Coast Air)

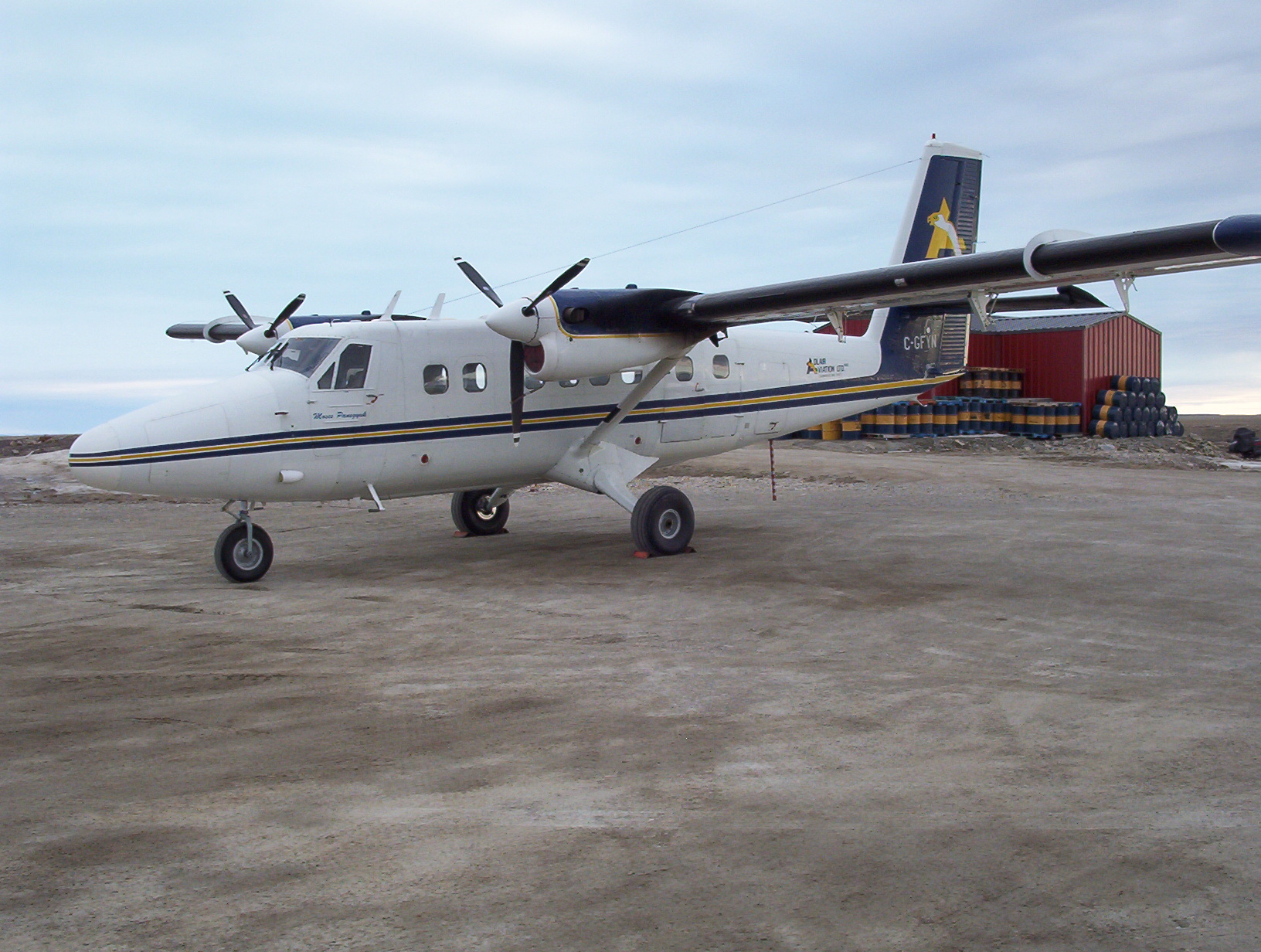
DHC-6 egy rossz minőségű leszállópályán (Adlair Aviation Ltd., Cambridge Bay repülőtér, Nunavut, Kanada)